# تشارلز إتش هنري
تشارلز إتش هنري (بالإنجليزية: Charles H. Henry)‏ هو مخترع وفيزيائي أمريكي، ولد في 6 مايو 1937 في شيكاغو في الولايات المتحدة، وتوفي في 16 سبتمبر 2016.